# 埃斯韦勒
埃斯韦勒是德国莱茵兰-普法尔茨州的一个市镇。总面积8.09平方公里，总人口413人，其中男性207人，女性206人（2011年12月31日），人口密度51人/平方公里。